# Bulbophyllum dendrochiloides
Bulbophyllum dendrochiloides là một loài phong lan thuộc chi Bulbophyllum.